# Dystebenna
Dystebenna is een geslacht van vlinders van de familie grasmineermotten (Elachistidae).

## Soorten
- D. stephensi (Stainton, 1849)